# Килоновая
Килоно́ва(я) (kilonova) — это астрономическое событие, происходящее в двойных звёздных системах при слиянии двух нейтронных звёзд или нейтронной звезды с чёрной дырой.

## Теория
Термин «килоновая» был предложен Брайаном Мецгером в 2010 году и призван показать, что излучаемая энергия может превосходить в 1000 раз энергию, излучаемую новыми.
Килоновые являются источником сильных гравитационных волн, а также источником сильного электромагнитного излучения. Во время слияния двух компактных звёзд происходит синтез тяжёлых ионов в результате r-процесса (захват ядрами нейтронов). Килоновые являются одним из основных источников происхождения элементов тяжелее железа.

## Наблюдения

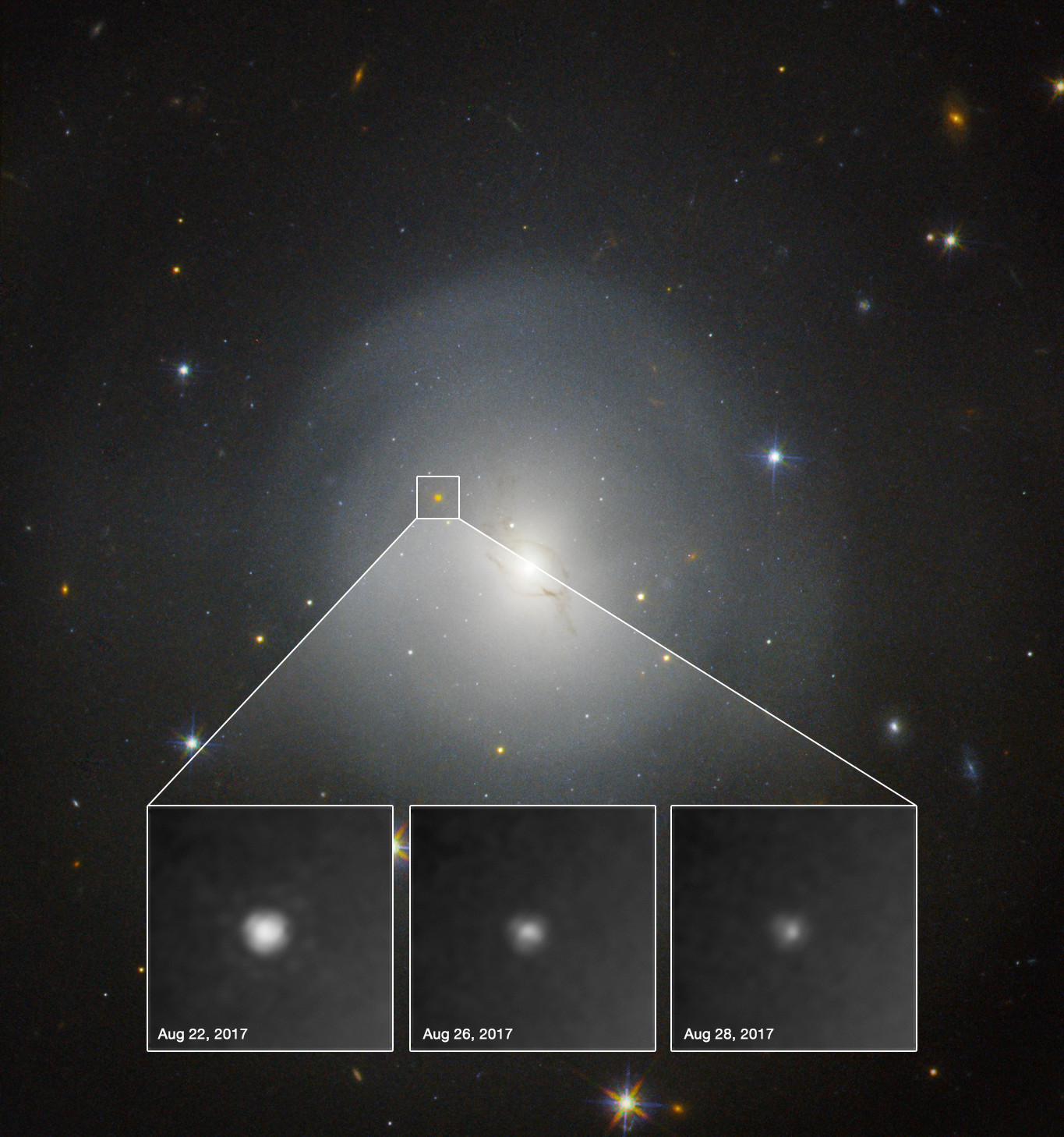
Первые наблюдения килоновой телескопом Hubble.

Первая килоновая была обнаружена как короткий гамма-всплеск SGRB 130603B инструментами на борту космических аппаратов Swift и KONUS/WIND и затем наблюдалась космическим телескопом «Хаббл».
Гравитационные волны от другой килоновой впервые были детектированы 17 августа 2017 года, гравитационными обсерваториями LIGO и Virgo (GW170817). В той же области неба было зарегистрировано гамма-излучение (GRB 170817A, SSS17a) космическими телескопами Ферми (GLAST Fermi) и INTEGRAL. Килоновая находится в галактике NGC 4993 в созвездии Гидры. Удалось пронаблюдать вспышку в течение нескольких недель, построить кривую блеска, получить спектры, узнать какие элементы образовались при взрыве.